# シミュラクラ現象
シミュラクラ現象（シミュラクラげんしょう）とは、人間には3つの点が集まった図形を人の顔と見るようにプログラムされている、という脳の働きである。和訳は類像現象、シミュラクラ効果とも呼ばれる。
「シミュラクラ」という言葉は、「人や物を表現または模写した物」（似姿）を意味する英語の"simulacrum"（シミュラクム）の複数形の"simulacra"に由来する。"simulacrum"はラテン語で「似ている物」の意味である。
人は他人や動物に出会った場合、敵味方を判断したり、相手の行動、感情などを予測したりする目的で本能的にまず、相手の目を見る習性がある。人や動物の目と口は逆三角形に配置されていることから、点や線などが逆三角形に配置されたものを見ると、脳は顔と判断してしまう。心霊写真と呼ばれる現象の多くが、これで説明できるとされている。

## 現象例

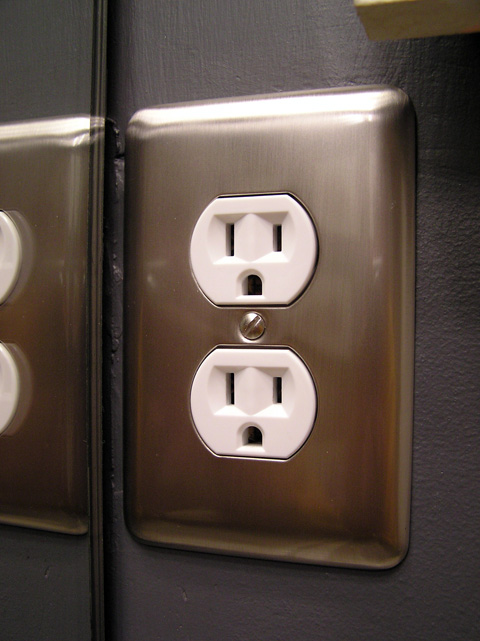
接地極付きコンセント

例として、接地極付きコンセントや鳥が3羽並んだ風景、冬芽や葉痕などがある。